# Polens damjuniorlandslag i volleyboll
Polens damjuniorlandslag i volleyboll representerar Polen i juniorsammanhang på damsidan i volleyboll. Dess främsta meriter är att de har vunnit EM-guld både i U18 och U19-kategorierna.

## Resultat
| Sport | volleyboll |      |
| Resultat |            |      |
| \| Kronologisk resultatlista \| Kronologisk resultatlista \| Kronologisk resultatlista \| \| ------------------------- \| ------------------------- \| ------------------------- \| \| Pos. \| Tävling \| År \| \| 4 \| U21/U22-EM[1] \| 2024 \| |            |      |
| Redigera uppgifter i faktarutan |            |      |
| Kronologisk resultatlista |            |      |
| Pos. | Tävling    | År   |
| 4 | U21/U22-EM | 2024 |

| Kronologisk resultatlista | Kronologisk resultatlista | Kronologisk resultatlista |
| ------------------------- | ------------------------- | ------------------------- |
| Pos.                      | Tävling                   | År                        |
| 4                         | U21/U22-EM                | 2024                      |

| Sport | volleyboll |      |
| Resultat |            |      |
| \| Kronologisk resultatlista \| Kronologisk resultatlista \| Kronologisk resultatlista \| \| ------------------------- \| ------------------------- \| ------------------------- \| \| Pos. \| Tävling \| År \| \| 4 \| U21/U22-EM[2] \| 2022 \| \| 11 \| U20/U21-VM \| 2023 \| |            |      |
| Redigera uppgifter i faktarutan |            |      |
| Kronologisk resultatlista |            |      |
| Pos. | Tävling    | År   |
| 4 | U21/U22-EM | 2022 |
| 11 | U20/U21-VM | 2023 |

| Kronologisk resultatlista | Kronologisk resultatlista | Kronologisk resultatlista |
| ------------------------- | ------------------------- | ------------------------- |
| Pos.                      | Tävling                   | År                        |
| 4                         | U21/U22-EM                | 2022                      |
| 11                        | U20/U21-VM                | 2023                      |

| Tävling    | Guld | Silver | Brons |
| U20/U21-VM | -    | -      | 1     |

| Kronologisk resultatlista | Kronologisk resultatlista | Kronologisk resultatlista |
| ------------------------- | ------------------------- | ------------------------- |
| Pos.                      | Tävling                   | År                        |
|                           | U20/U21-VM                | 1991                      |
|                           | U20/U21-VM                | 1995                      |
|                           | U20/U21-VM                | 1997                      |
|                           | U20/U21-VM                | 1999                      |
| 13                        | U20/U21-VM                | 2001                      |
| 3                         | U20/U21-VM                | 2003                      |
| 13                        | U20/U21-VM                | 2009                      |
| 9                         | U20/U21-VM                | 2011                      |
| 6                         | U20/U21-VM                | 2017                      |
| 5                         | U20/U21-VM                | 2019                      |
| 6                         | U20/U21-VM                | 2021                      |
| 4                         | U19/U20-EM                | 2024                      |

| Tävling    | Guld | Silver | Brons |
| U20/U21-VM | -    | -      | 1     |

| Kronologisk resultatlista | Kronologisk resultatlista | Kronologisk resultatlista |
| ------------------------- | ------------------------- | ------------------------- |
| Pos.                      | Tävling                   | År                        |
|                           | U20/U21-VM                | 1991                      |
|                           | U20/U21-VM                | 1995                      |
|                           | U20/U21-VM                | 1997                      |
|                           | U20/U21-VM                | 1999                      |
| 13                        | U20/U21-VM                | 2001                      |
| 3                         | U20/U21-VM                | 2003                      |
| 13                        | U20/U21-VM                | 2009                      |
| 9                         | U20/U21-VM                | 2011                      |
| 6                         | U20/U21-VM                | 2017                      |
| 5                         | U20/U21-VM                | 2019                      |
| 6                         | U20/U21-VM                | 2021                      |
| 4                         | U19/U20-EM                | 2024                      |

| Tävling          | Guld | Silver | Brons |
| Europaungdoms-OS | -    | -      | 1     |
| U19/U20-EM       | 1    | -      | 6     |

| Kronologisk resultatlista | Kronologisk resultatlista | Kronologisk resultatlista |
| ------------------------- | ------------------------- | ------------------------- |
| Pos.                      | Tävling                   | År                        |
| 5                         | U19/U20-EM                | 1966                      |
| 3                         | U19/U20-EM                | 1969                      |
| 3                         | U19/U20-EM                | 1971                      |
| 4                         | U19/U20-EM                | 1973                      |
| 6                         | U19/U20-EM                | 1975                      |
| 4                         | U19/U20-EM                | 1977                      |
| 5                         | U19/U20-EM                | 1979                      |
| 6                         | U19/U20-EM                | 1986                      |
| 6                         | U19/U20-EM                | 1988                      |
| 8                         | U19/U20-EM                | 1990                      |
|                           | U19/U20-EM                | 1994                      |
| 3                         | U19/U20-EM                | 1996                      |
| 5                         | U19/U20-EM                | 1998                      |
| 3                         | U19/U20-EM                | 2000                      |
| 1                         | U19/U20-EM                | 2002                      |
| 11                        | U19/U20-EM                | 2004                      |
| 12                        | U19/U20-EM                | 2006                      |
| 6                         | U19/U20-EM                | 2008                      |
| 10                        | U19/U20-EM                | 2010                      |
| 6                         | U19/U20-EM                | 2012                      |
| 3                         | U19/U20-EM                | 2018                      |
| 5                         | U19/U20-EM                | 2020                      |
| 3                         | Europaungdoms-OS          | 2022                      |
| 3                         | U19/U20-EM                | 2022                      |
| 8                         | Europaungdoms-OS          | 2023                      |
| 12                        | U18/U19-VM                | 2023                      |

| Tävling          | Guld | Silver | Brons |
| Europaungdoms-OS | -    | -      | 1     |
| U19/U20-EM       | 1    | -      | 6     |

| Kronologisk resultatlista | Kronologisk resultatlista | Kronologisk resultatlista |
| ------------------------- | ------------------------- | ------------------------- |
| Pos.                      | Tävling                   | År                        |
| 5                         | U19/U20-EM                | 1966                      |
| 3                         | U19/U20-EM                | 1969                      |
| 3                         | U19/U20-EM                | 1971                      |
| 4                         | U19/U20-EM                | 1973                      |
| 6                         | U19/U20-EM                | 1975                      |
| 4                         | U19/U20-EM                | 1977                      |
| 5                         | U19/U20-EM                | 1979                      |
| 6                         | U19/U20-EM                | 1986                      |
| 6                         | U19/U20-EM                | 1988                      |
| 8                         | U19/U20-EM                | 1990                      |
|                           | U19/U20-EM                | 1994                      |
| 3                         | U19/U20-EM                | 1996                      |
| 5                         | U19/U20-EM                | 1998                      |
| 3                         | U19/U20-EM                | 2000                      |
| 1                         | U19/U20-EM                | 2002                      |
| 11                        | U19/U20-EM                | 2004                      |
| 12                        | U19/U20-EM                | 2006                      |
| 6                         | U19/U20-EM                | 2008                      |
| 10                        | U19/U20-EM                | 2010                      |
| 6                         | U19/U20-EM                | 2012                      |
| 3                         | U19/U20-EM                | 2018                      |
| 5                         | U19/U20-EM                | 2020                      |
| 3                         | Europaungdoms-OS          | 2022                      |
| 3                         | U19/U20-EM                | 2022                      |
| 8                         | Europaungdoms-OS          | 2023                      |
| 12                        | U18/U19-VM                | 2023                      |

| Tävling    | Guld | Silver | Brons |
| U17/U18-EM | 2    | 1      | 1     |

| Kronologisk resultatlista | Kronologisk resultatlista | Kronologisk resultatlista |
| ------------------------- | ------------------------- | ------------------------- |
| Pos.                      | Tävling                   | År                        |
| 9                         | U18/U19-VM                | 1991                      |
| 6                         | U17/U18-EM                | 1995                      |
| 3                         | U17/U18-EM                | 1997                      |
| 7                         | U18/U19-VM                | 1997                      |
| 1                         | U17/U18-EM                | 1999                      |
| 4                         | U18/U19-VM                | 1999                      |
| 2                         | U17/U18-EM                | 2001                      |
|                           | U18/U19-VM                | 2001                      |
| 6                         | U17/U18-EM                | 2003                      |
|                           | U18/U19-VM                | 2003                      |
| 11                        | U17/U18-EM                | 2007                      |
| 5                         | U17/U18-EM                | 2011                      |
| 4                         | U18/U19-VM                | 2011                      |
| 1                         | U17/U18-EM                | 2013                      |
|                           | U18/U19-VM                | 2013                      |
| 8                         | U17/U18-EM                | 2015                      |
| 8                         | U18/U19-VM                | 2015                      |
| 8                         | U17/U18-EM                | 2017                      |
| 16                        | U18/U19-VM                | 2017                      |
| 8                         | U18/U19-VM                | 2021                      |

| Tävling    | Guld | Silver | Brons |
| U17/U18-EM | 2    | 1      | 1     |

| Kronologisk resultatlista | Kronologisk resultatlista | Kronologisk resultatlista |
| ------------------------- | ------------------------- | ------------------------- |
| Pos.                      | Tävling                   | År                        |
| 9                         | U18/U19-VM                | 1991                      |
| 6                         | U17/U18-EM                | 1995                      |
| 3                         | U17/U18-EM                | 1997                      |
| 7                         | U18/U19-VM                | 1997                      |
| 1                         | U17/U18-EM                | 1999                      |
| 4                         | U18/U19-VM                | 1999                      |
| 2                         | U17/U18-EM                | 2001                      |
|                           | U18/U19-VM                | 2001                      |
| 6                         | U17/U18-EM                | 2003                      |
|                           | U18/U19-VM                | 2003                      |
| 11                        | U17/U18-EM                | 2007                      |
| 5                         | U17/U18-EM                | 2011                      |
| 4                         | U18/U19-VM                | 2011                      |
| 1                         | U17/U18-EM                | 2013                      |
|                           | U18/U19-VM                | 2013                      |
| 8                         | U17/U18-EM                | 2015                      |
| 8                         | U18/U19-VM                | 2015                      |
| 8                         | U17/U18-EM                | 2017                      |
| 16                        | U18/U19-VM                | 2017                      |
| 8                         | U18/U19-VM                | 2021                      |

| Sport | volleyboll |      |
| Resultat |            |      |
| \| Kronologisk resultatlista \| Kronologisk resultatlista \| Kronologisk resultatlista \| \| ------------------------- \| ------------------------- \| ------------------------- \| \| Pos. \| Tävling \| År \| \| 6 \| U17/U18-EM[32] \| 2020 \| \| 5 \| U17/U18-EM \| 2022 \| \| 6 \| U16/U17-EM[33] \| 2023 \| |            |      |
| Redigera uppgifter i faktarutan |            |      |
| Kronologisk resultatlista |            |      |
| Pos. | Tävling    | År   |
| 6 | U17/U18-EM | 2020 |
| 5 | U17/U18-EM | 2022 |
| 6 | U16/U17-EM | 2023 |

| Kronologisk resultatlista | Kronologisk resultatlista | Kronologisk resultatlista |
| ------------------------- | ------------------------- | ------------------------- |
| Pos.                      | Tävling                   | År                        |
| 6                         | U17/U18-EM                | 2020                      |
| 5                         | U17/U18-EM                | 2022                      |
| 6                         | U16/U17-EM                | 2023                      |

| Sport | volleyboll |      |
| Resultat |            |      |
| \| Kronologisk resultatlista \| Kronologisk resultatlista \| Kronologisk resultatlista \| \| ------------------------- \| ------------------------- \| ------------------------- \| \| Pos. \| Tävling \| År \| \| 6 \| U16/U17-EM[34] \| 2021 \| |            |      |
| Redigera uppgifter i faktarutan |            |      |
| Kronologisk resultatlista |            |      |
| Pos. | Tävling    | År   |
| 6 | U16/U17-EM | 2021 |

| Kronologisk resultatlista | Kronologisk resultatlista | Kronologisk resultatlista |
| ------------------------- | ------------------------- | ------------------------- |
| Pos.                      | Tävling                   | År                        |
| 6                         | U16/U17-EM                | 2021                      |